# Vrouw bij het raam
Vrouw bij het raam is een pointillistisch werk van Henry Van de Velde. Hij vervaardigde het doek van 111 × 125 cm vermoedelijk ca. 1889. Het werk behoort sinds de rechtstreekse aankoop bij de schilder tot de collectie van het Koninklijk Museum voor Schone Kunsten Antwerpen. Het is er te vinden onder inventarisnummer 2589.

## Context
In de zomer van 1889 schilderde Henry Van de Velde een reeks van acht dorpstaferelen (Faits du village). Vrouw bij het raam is er een van. Rond die tijd was hij werkzaam als kunstschilder in de Antwerpse Kempen en woonde hij enige tijd in de Wechelerzandse kunstenaarskolonie. Het dorpsgezicht uit Vrouw bij het raam was wat hij zag vanuit het atelier in deze kolonie, maar was er toch geen exacte beschrijving van. Samen met nog zeven schilderijen (drie anderen uit de dorpsreeks) stelde hij Vrouw bij het raam in 1890 tentoon op het Brusselse salon van Les XX. Dat was een groep van Brusselse avant-gardekunstenaars waar Van de Velde sinds 1888 lid van was. Een jaar eerder had de kunstenaar het vierde salon van Les XX bezocht. Daar maakte hij kennis met het uiterst fijne pointillistische Un dimanche après-midi à la Grande Jatte van Georges Seurat. Daarmee kondigde die laatste het neo-impressionisme (pointillisme, divisionisme) aan. Typisch voor deze manier van schilderen is het plaatsen van talloze stippen in onvermengde, complementaire kleuren. De kleurenmenging vindt vervolgens plaats in het hoofd van de toeschouwer, waardoor gelijktijdige en opeenvolgende lichtcontrasten ontstaan.
Het werk, dat door de Topstukkenraad in 2007 getypeerd werd als één met "belangrijke schakelfunctie", werd door Van de Velde zelf beschouwd als zijn voornaamste bijdrage aan het werk van Seurats leerlingen. Niet dat de kunstenaar lang de techniek zou aanhouden. Twee jaar na de vervaardiging van Vrouw bij het raam stopte Van de Velde met de stippeltechniek. Hij zei er later over dat het pointillisme aanvoelde als een ‘voortdurende belemmering door het geestdodende gepruts’.

## Beschrijving
Het dorpsgezicht met in elkaar overlopende gele, oranje en purperen stippen baadt in een intern licht. Het koele kamerlicht verdringt de helderheid, maar laat het licht dat door het raam binnen stroomt en zich om de zittende vrouw hult, nog wel toe. Haar profiel en schaduw tekenen zich daardoor scherp af. Door haar Vlaamse boerenkledij en de eenvoudige vlakken van haar gestalte vatte Van de Velde het zuivere en primitieve bestaan van de boerin.
De kunstenaar creëerde wat N. Bernheim een "ongewoon resultaat" noemde door de combinatie van tegengestelde groene en roze tinten. Het gezichtsveld van de toeschouwer wordt vanuit de kamer getransformeerd in "een meditatie over de eeuwigheid". De gestileerd weergegeven boerin vormt daarin een spilfiguur. Zij is het overgangselement tussen de spirituele wereld binnen de kamer en de feitelijke, materiële wereld buiten de kamer. Deze voorstelling van een vrouw in een raamopening werd niet uitgevonden door Van de Velde. Het was reeds eeuwenlang een geliefd onderwerp in Noord-Europese landen en fungeerde vaak als compositorisch element om het ruimtegevoel te vergroten en orde aan te brengen in de vlakverdeling. Die vlakverdeling komt duidelijk tot uiting in de weergave van het venster. Zoals L. De Jong, oud-medewerker aan het KMSKA, reeds stelde: "Het venster in Vrouw bij het raam is een vlak in een vlak, een schilderij in een schilderij, de blik van de toeschouwer wordt van binnen naar buiten geleid." De complexiteit versterkte de kunstenaar door middel van de weerspiegelingen in het vensterglas en de licht- en kleurverschillen tussen de binnen- en buitenwereld.
Vrouw bij het raam herinnert aan De Teniersplaats in Antwerpen van Henri De Braekeleer uit 1878, eveneens een werk uit de collectie van het Koninklijk Museum voor Schone Kunsten Antwerpen. N. Bernheim opperde al dat Vrouw bij het raam oorspronkelijk bedoeld kon zijn als hommage aan deze Antwerpse schilder, gezien deze in 1888 overleden was. Verschillend met het werk van De Braekeleer is echter de vereenvoudigde figuur en omgeving in het werk van Van de Velde. Op die manier verlaat hij De Braekeleers descriptieve karakter.

## Fysieke eigenschappen

### Afmetingen
- 111,5 × 125,5 cm (dagmaat)
- 113,5 × 135 × 2 cm (volledig)
- 132 × 146 × 6,5 cm, 11,7 kg (inclusief lijst)